# Der Träger und die drei Damen

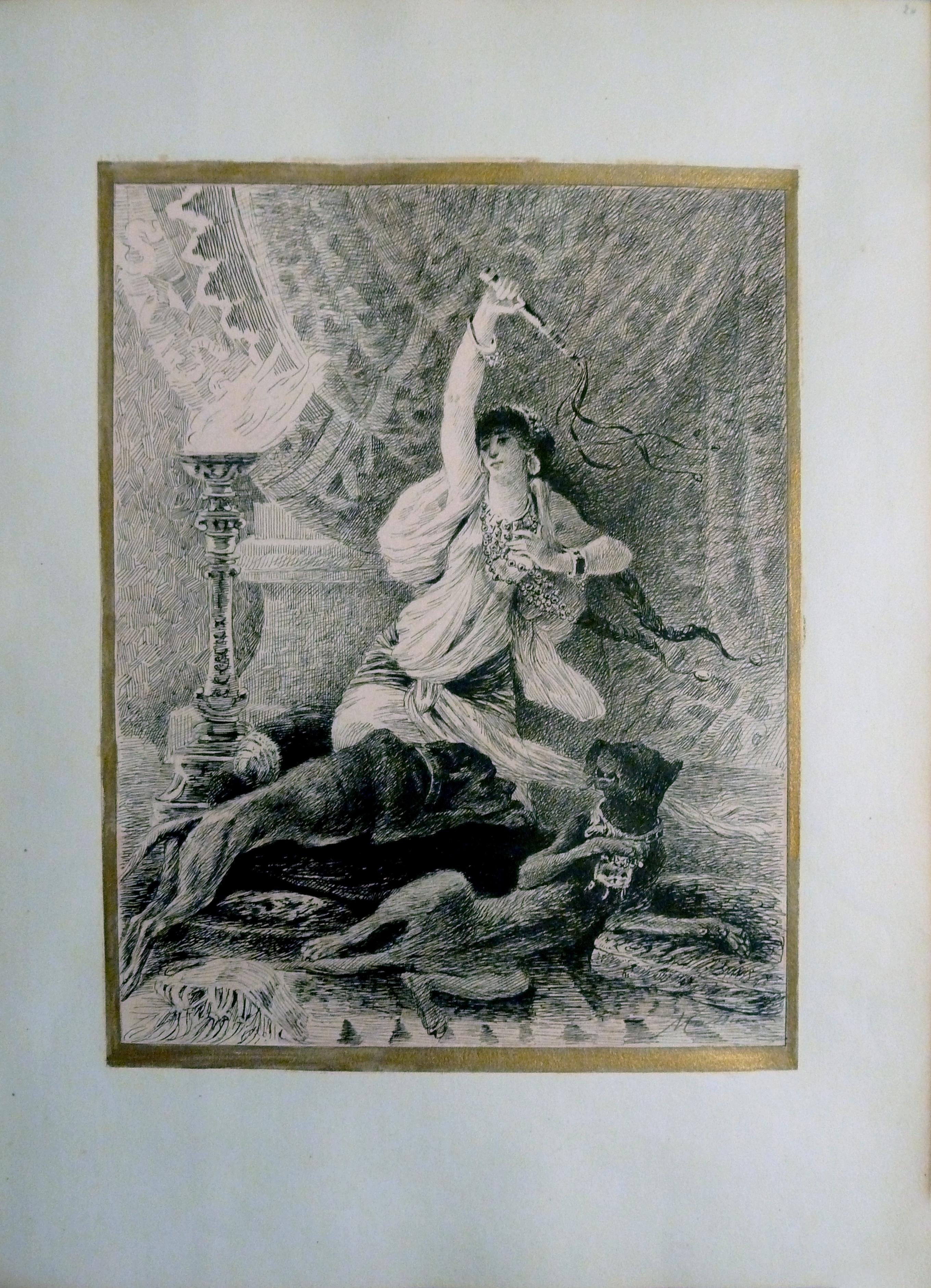
Illustration von Victor Masson

Der Träger und die drei Damen ist ein Schwank aus Tausendundeine Nacht. Er steht in Claudia Otts Übersetzung als Der Träger und die drei Damen (Nacht 28–37), bei Gustav Weil als Geschichte der drei Kalender.

## Inhalt
Eine Dame nimmt am Basar einen Träger und kauft Öl, Obst, Fleisch, edle Spezialitäten, dann noch Nüsse, Süßes, Likör und Düfte. Endlich hält sie an einem prächtigen Haus mit zwei weiteren Damen. Sie nehmen ihm die Last ab und entlohnen ihn, doch er will lieber mit ihnen speisen. Sie trinken Wein, spaßen und essen zusammen. Er muss geloben, keine Fragen zu stellen. Drei einäugige Bettelmönche kommen dazu und musizieren. Das lockt den Kalifen mit seinem Wesir inkognito dazu. Auch sie dürfen nichts fragen. Eine der Damen peitscht nacheinander zwei Hündinnen und weint dann mit ihnen. Die andere spielt Laute und singt, reißt sich dreimal die Kleider vom Leib und wird ohnmächtig, ihr Leib übersät mit Malen von Stockschlägen. Die Männer wollen eine Erklärung, da werden sie von bewaffneten Sklaven gefesselt. Um verschont zu werden, müssen sie ihre Geschichten erzählen.

## Einordnung
Die Handlung spielt in Bagdad. Es folgen Die Geschichte des ersten Bettelmönchs, Die Geschichte des zweiten Bettelmönchs, Die Geschichte des dritten Bettelmönchs. Kalif Harun ar-Raschid und Wesir Dschaafar begleiten auch noch die folgenden Geschichten.
Wie der blinde König in Der Dieb von Bagdad (1940) zu Filmbeginn zu erzählen beginnt, könnte den Bettelmönchen hier entlehnt sein. Auch der Film Erotische Geschichten aus 1001 Nacht (1973) spielt zweimal auf die Geschichte an.